# Khánh Ngọc (ca sĩ sinh 1983)
Phạm Thị Hồng Thanh (sinh ngày 4 tháng 11 năm 1983 tại Thành phố Hồ Chí Minh), thường được biết đến với nghệ danh Khánh Ngọc là một nữ ca sĩ người Việt Nam. Cô được khán giả biết đến sau khi giành được giải nhất cuộc thi "Tiếng hát truyền hình Thành phố Hồ Chí Minh" năm 2004 và ca sĩ trẻ được yêu thích tại Làn Sóng Xanh năm 2005.

## Tiểu sử và Sự nghiệp
Khánh Ngọc nguyên là sinh viên khoa Thanh nhạc Trường cao đẳng Văn hóa nghệ thuật TP.HCM. Ngay từ khi còn đi học, Hồng Thanh đã thường xuyên đi hát ở các phòng trà, quán bar và nhờ đó mà quen biết với nhạc sĩ Quốc An. Thấy chất giọng của Hồng Thanh tốt, nhạc sĩ Quốc An đã giới thiệu cô với giám đốc công ty Nhạc Xanh Nguyễn Duy Khánh. Bằng kinh nghiệm lâu năm trong lĩnh vực manager, Nguyễn Duy Khánh đã đầu tư ngay và khuyến khích Hồng Thanh tham gia cuộc thi Tiếng hát truyền hình năm 2004. Vượt qua hơn 60 thí sinh lọt vào vòng chung kết, cô gái nhỏ nhắn Phạm Thị Hồng Thanh đã đoạt giải nhất cuộc thi Tiếng hát truyền hình Thành phố Hồ Chí Minh năm đó.
Sau khi cuộc thi Tiếng hát truyền hình kết thúc, Phạm Thị Hồng Thanh chính thức lấy nghệ danh Khánh Ngọc và trở thành ca sĩ nữ độc quyền của công ty Nhạc xanh. Trong thời gian đó, công chúng còn biết đến một Khánh Ngọc thường hát song ca với một cựu thành viên của nhóm 1088, ca sĩ Nhật Tinh Anh. Cả hai cho ra album Vầng trăng khóc và được đông đảo bạn trẻ đón nhận.
Năm 2007, Khánh Ngọc được Công ty Nhạc Xanh ký độc quyền 5 năm.

## Album đã phát hành
- Vol.01 Như em vẫn yêu
- Vol.02 Tình khúc Trịnh Công Sơn - Ngô Thụy Miên
- Vol.04 Tình pha lê
- Vol.03 Ngỡ như giấc mơ
- Vol.05 Nếu đó là tình yêu

## Album khác
- Album Thành phố của tôi

## Chương trình truyền hình
- Ai là bậc thầy chính hiệu? (Người chơi của đội Sành Sỏi (với Trương Thế Vinh))